# Casaseca de Campeán (kommunhuvudort)
Casaseca de Campeán är en kommunhuvudort i Spanien.   Den ligger i provinsen Provincia de Zamora och regionen Kastilien och Leon, i den centrala delen av landet, 200 km nordväst om huvudstaden Madrid. Casaseca de Campeán ligger 764 meter över havet och antalet invånare är 131.
Terrängen runt Casaseca de Campeán är lite kuperad, och sluttar norrut. Runt Casaseca de Campeán är det glesbefolkat, med 14 invånare per kvadratkilometer. Närmaste större samhälle är Zamora, 14,7 km norr om Casaseca de Campeán. Trakten runt Casaseca de Campeán består till största delen av jordbruksmark.